# 9-й Конгресс США
Девя́тый Конгре́сс США — заседание Конгресса США, проходившее в Капитолии в Вашингтоне с 4 марта 1805 года по 4 марта 1807 года в период пятого и шестого года президентства Томаса Джефферсона. Распределение мест в Палате представителей было основано на второй переписи населения Соединённых Штатов в 1800 году. В обеих палатах было демократическо-республиканское большинство.

## Важные события
- 4 марта 1805 года — президент Томас Джефферсон начинает свой второй срок.
- 1 июня 1805 года — окончание Первой берберийской войны.
- 30 июня 1805 года — территория Мичиган была образована из части территории Индианы.
- 7 ноября 1805 года — экспедиция Льюиса и Кларка прибыла к Тихому океану.
- 23 сентября 1806 года — экспедиция Льюиса и Кларка вернулась в Сент-Луис, штат Миссури, тем самым положив конец исследованию территории Луизианы и северо-запада Тихого океана.
- 19 февраля 1807 года — бывший вице-президент Аарон Бёрр предстал перед судом по обвинению в заговоре и оправдан.

## Сессии
- Специальная сессия: 4 марта 1805
- 1-я сессия: 2 декабря 1805 – 21 апреля 1806
- 2-я сессия: 1 декабря 1806 – 4 марта 1807

## Ключевые законы
- Закон о запрете импорта (англ. Non-importation Act; 1806)
- Закон о седьмом округе 1807 года (англ. Seventh Circuit Act of 1807; 1807)
- Закон о запрете ввоза рабов (англ. Act Prohibiting Importation of Slaves; 1807)
- Закон о восстании (англ. Insurrection Act; 1807)

## Членство

### Сенат
| Начало | 33 | 1 | 26 | 7 |
| Конец  | 33 | 1 | 26 | 7 |

### Палата представителей
| Начало | 139 | 3 | 113 | 26 |
| Конец  | 140 | 2 | 112 | 28 |

## Руководство
|  |                                  |                                             |                                         |                                                |  |
|  | Джордж Клинтон, президент Сената | Джозеф Андерсон, временный президент Сената | Сэмюэл Смит, временный президент Сената | Натаниель Мэйкон, спикер Палаты представителей |  |

### Сенат
- Председатель:
  - Джордж Клинтон (Демократическо-республиканская партия) с 4 марта 1805 года
- Временный президент:
  - Джозеф Андерсон (Демократическо-республиканская партия), с 15 января 1805 года по 1 декабря 1805 года
  - Сэмюэл Смит (Демократическо-республиканская партия), с 2 декабря 1805 года

### Палата представителей
- Спикер: 
  - Натаниель Мэйкон (Демократическо-республиканская партия), с 7 декабря 1801 года

## Комитеты

### Сенат
- Комитет полного состава (англ. Committee of the Whole)

### Палата представителей
- Комитет по вопросам претензий (англ. Committee on Claims) (председатель: Джон К. Смит, затем Дэвид Холмс)
- Комитет по вопросам торговли и производства (англ. Committee on Commerce and Manufactures) (председатель: Джейкоб Крауниншилд)
- Комитет по вопросам выборов (англ. Committee on Elections) (председатель: Уильям Финдли)
- Комитет по вопросам пересмотра и незавершённым делам (англ. Committee on Revisal and Unfinished Business) (председатель: Сэмюэл Тенни)
- Комитет по вопросам правил (англ. Committee on Rules)
- Комитет по вопросам стандартов официального поведения (англ. Committee on Standards of Official Conduct)
- Комитет по вопросам путей и средств (англ. Committee on Ways and Means) (председатель: Джон Рэндолф, затем Джозеф Клэй)
- Комитет по счетам (англ. Committee on Accounts) (председатель: Фредерик Конрад)
- Комитет по общественным землям (англ. Committee on Public Lands) (председатель: Эндрю Грегг, затем Джон Бойл, и снова Эндрю Грегг)
- Комитет полного состава (англ. Committee of the Whole)

### Совместные комитеты
- Объединённый комитет по вопросам внесения законопроектов (англ. Joint Committee on Enrolled Bills)
- Объединённый комитет по библиотеке (англ. Joint Committee on the Library)

## Служащие

### Директораагентств законодательной власти
- Архитектор Капитолия: Бенджамин Латроб, с 6 марта 1803 года
- Библиотекарь Конгресса: Джон Дж. Бекли, с 29 января 1802 года

### Сенат
- Капеллан: Александер Маккормик (Епископальная церковь), с 7 ноября 1804 года
- Капеллан: Эдвард Гант (Епископальная церковь), с 4 декабря 1805 года
- Капеллан: Джон Сэйрз (Епископальная церковь), с 3 декабря 1806 года
- Секретарь: Сэмюэл А. Отис, с 8 апреля 1789
- Привратник: Джеймс Мазерс с 7 апреля 1789

### Палата представителей
- Капеллан: Джеймс Лори (Пресвитерианство), с 2 декабря 1805 года
- Капеллан: Роберт Эллиотт (Пресвитерианство), с 1 декабря 1806 года
- Клерк: Джон Дж. Бекли, с 7 декабря 1801 года
- Привратник: Томас Клэкстон, с 1795 года
- Сержант по оружию: Джозеф Уитон, с 12 мая 1789